# Ciena
Ciena Corporation — американський постачальник телекомунікаційного мережевого обладнання та програмного забезпечення, що базується у Ганновері, Меріленд. The Baltimore Sun назвала компанію «найбільшим у світі гравцем у сфері оптичного зв’язку». Дохід компанії за 2022 рік склав $3,63 млрд.  Станом на жовтень 2022 року в Ciena було понад 8000 співробітників.  Гарі Сміт є президентом і головним виконавчим директором (CEO).
Серед клієнтів AT&T, Deutsche Telekom,  Korea Telecom,  Sprint Corporation,  і Verizon Communications.  

## Історія

### Рання історія та первинна публічна пропозиція
Компанія Ciena була заснована в 1992 році під назвою HydraLite інженером-електриком Девідом Р. Хубером. Хубер займав посаду головного виконавчого директора, тоді як Оптелеком, компанія, що розробляє оптичні мережеві продукти, надала «допомогу в управлінні та виробничі потужності», а співзасновник Кевін Кімберлін «забезпечив початковий капітал під час створення Компанії». У вересні 1993 року Дейв Хубер запросив William K. Woodruff & Co., щоб залучити 3,0 мільйона доларів венчурного фінансування. Вудрафф представив ідею Джону Бейлессу в Sevin Rosen у листопаді 1993 року, що призвело до того, що Seven Rosen інвестував 3,0 мільйона доларів 10 квітня 1994 року. William K. Woodruff & Co. був співкеруючим IPO Ciena у лютому 1997 року. Згодом компанія отримала фінансування від Sevin Rosen Funds у результаті демонстрації в її лабораторії, на якій був присутній Джон Бейлесс, партнер фірми, який побачив цінність застосування волоконно-оптичної технології HydraLite для кабельного телебачення. Севін Розен негайно запропонував фінансування, інвестувавши 1,25 мільйона доларів у квітні 1994 року.
Ciena отримала 40 мільйонів доларів венчурного фінансування, включаючи 3,3 мільйона доларів від фондів Севіна Розена.  Серед інших перших інвесторів компанії були Чарльз Рівер Венчюрз, Japan Associated Finance Co., Star Venture і Vanguard Venture Partners.  Bayless також залучив фізика Патріка Неттлза, колишнього колегу в телекомунікаційній компанії Optilink, на посаду першого генерального директора Ciena, і Лоуренса П. Хуанга, ще одного колишнього колегу, який погодився на посаду керівника відділу продажів. Хубер і Неттлз, які змінили назву компанії на Ciena,  почали працювати в офісу у Далласі в лютому 1994 року; і Хубер залишатиметься в Ciena до 1995 року.
Назва компанії була змінена на Ciena в 1994 році. Її перші продукти були представлені у травні 1996 року, і Sprint Corporation була першим клієнтом компанії. Обсяг продажів компанії за перший рік склав 195 мільйонів доларів і став найвищим, коли-небудь зареєстрованим стартапом на той час. Станом на листопад 1996 року Ciena продала Sprint продукції на 54,8 мільйона доларів.  WorldCom також став першим клієнтом, і станом на початок 1997 року на Sprint і WorldCom припадало 97 відсотків доходу Ciena. У 1997 році Ciena почала диверсифікувати свою клієнтуру та розробляти менші контракти.
Ciena вийшла на біржу NASDAQ у лютому 1997 року, і це було найбільше первинне публічне розміщення акцій нової компанії на сьогоднішній день з оцінкою в 3,4 мільярда доларів. У березні 1997 року штаб-квартиру компанії було перенесено до Меріленду. За фінансовий рік, який закінчився в жовтні 1997 року, Ciena отримала приблизно 370 мільйонів доларів доходу та прибуток у 110 мільйонів доларів США. Клієнтами на той час були AT&T, Bell Atlantic та Digital Teleport.
У березні 1998 року Неттлз і Майкл Бірк з Tellabs почали обговорювати можливе злиття. У червні Tellabs оголосила про купівлю Ciena за 7,1 мільярда доларів. У серпні 1998 року прибуток перевищив 700 мільйонів доларів, і на той час у Ciena було приблизно 1300 співробітників. Злиття не було завершено.  Фінансові показники та несхвалення акціонерів були названі у ЗМІ причиною відмови від пропозиції про придбання у вересні 1998 року.

Ciena 3903 у форматі SVG

Після телекомунікаційного спаду річний обсяг продажів Ciena скоротився з 1,6 мільярда доларів до приблизно 300 мільйонів доларів. Щоб вирішити проблеми компанії, Сміт змінив Неттлза на посаді генерального директора компанії в 2001 році, а Неттлз став виконавчим головою. На той час Ciena була другим за величиною виробником оптоволоконного мережевого обладнання у США. У 2001 році компанія залучила 1,52 мільярда доларів, продавши 11 мільйонів акцій та конвертованих облігацій на 600 мільйонів доларів.
Хоча на початку 2000-х років багато телекомунікаційних компаній зазнали спаду, приплив грошових коштів забезпечив для Ciena гнучкість і дозволив компанії розширити портфоліо продуктів, включивши в нього ширший спектр передових мережевих рішень та інших технологій. Ciena також завершила серію стратегічних придбань, придбавши 11 компаній між 1997 і початком 2004 року. Протягом 2001–2004 років Ciena витратила понад 2 мільярди доларів на придбання п’яти компаній, що займаються мережевими технологіями.
AT&T, яка раніше тестувала обране обладнання Ciena, підписала угоду про постачання у 2001 році. У 2002 році Ciena повідомила про продажі у розмірі 361,1 мільйона доларів США та збиток у розмірі 1,59 мільярда доларів, та налічувала приблизно 3500 співробітників.  До 2003 року компанія була четвертим за величиною виробником оптоволоконного обладнання у США. 
У 2003 році присяжні федерального суду визначили, що Corvis Corporation, ще один постачальник оптоволоконного телекомунікаційного обладнання, заснований Хубером у 1997 році, порушила патент, який належить Ciena.
У 2008 році Ciena заробила 902 мільйони доларів і повідомила про прибуток у 39 мільйонів доларів. У 2009 році компанія заробила 653 мільйони доларів і повідомила про збиток у 580 мільйонів доларів. У той час Ciena отримувала приблизно дві третини свого доходу в США.  Ciena мала чисті збитки до 2015 року, коли компанія заробила $2,4 млрд від продажів і оприлюднила $12 млн прибутку. Глобальна кількість працівників Ciena зросла з 4300 у 2011 році до 5345 до жовтня 2015 року. Станом на 2015 рік бюджет компанії на дослідження та розробки об’єктів у Оттаві становив приблизно 180 мільйонів доларів США на рік.
У 2017 році Ciena отримала 2,8 мільярда доларів США доходу, а у 2018 році повідомила про річний обсяг продажів приблизно в 3,09 мільярда доларів США. У 2017 та 2018 роках компанія займала 770 і 744 місця в рейтингу Fortune 1000 відповідно.
У 1997 році Ciena придбала телекомунікаційну компанію AstraCom Inc. за 13,1 мільйона доларів. Чотирнадцять інженерів AstraCom підписали чотирирічні контракти з Ciena та приєдналися до нової дослідницької команди компанії в Альфаретті, штат Джорджія. На початку 1998 року компанія придбала компанію ATI Telecom International Ltd. у Норкроссі (штат Джорджія) та її дочірню компанію Alta Telecom у результаті операції на суму 52,5 мільйона доларів. Інженерні та монтажні продукти Alta використовувалися постачальниками послуг для комутації, транспорту та бездротового зв'язку; компанія продовжувала працювати як дочірня компанія Ciena. Ciena придбала компанію Terabit Technology Inc., виробника детекторів для передачі даних, що базується в Санта-Барбарі, штат Каліфорнія, за 11,7 мільйонів доларів у квітні 1998 року. У 1999 році компанія придбала Lightera Networks Inc. з Купертіно, штат Каліфорнія, і Omnia Communications Inc., розташовану в Марлборо, штат Массачусетс, за 980 мільйонів доларів США.
У 2000–2001 роках компанія придбала Cyras Corp. у Фремонті, штат Каліфорнія, за 2 мільярди доларів. ONI Systems, виробник обладнання для телефонів і комп’ютерних даних у Сан-Хосе, Каліфорнія, був придбаний компанією Ciena за 900 мільйонів доларів у червні 2002 року. Придбання Cyras, виробника систем оптичних комутаторів, і ONI, виробника транспортного обладнання для передачі даних, дозволило Ciena зосередитися на мережах у мегаполісах.
У 2003 році Ciena придбала компанію WaveSmith Networks Inc., виробника обладнання для оптичних мереж, що базується в Актоні, штат Массачусетс, за 158 мільйонів доларів США. У 2003 році Ciena придбала мережеву компанію Akara Corp., що базується в Оттаві, за 45 мільйонів доларів. Akara розширила лінійку продуктів Ciena та можливості мережі зберігання даних і продовжувала працювати як дочірня компанія. Catena Networks і Internet Photonics із Нью-Джерсі були придбані Ciena в 2004 році. Вартість угод з акціями склала 486,7 млн доларів і 150 млн доларів відповідно. Catena на той час мала приблизно 220 співробітників, і придбання Internet Photonics ознаменувало вихід Ciena в кабельну індустрію.
У 2008 році Ciena придбала World Wide Packets Inc. (WWP), виробника комутаторів і програмного забезпечення для послуг Ethernet зі Спокан-Веллі, штат Вашингтон, приблизно за 296 мільйонів доларів США. WWP пропонувала операційну систему LightningEdge та інструменти керування мережею та на той час мала понад 100 клієнтів у 25 країнах. WWP стала дочірньою компанією, а офіс компанії та 65 співробітників у Спокані, штат Вашингтон, використовувалися Ciena до середини 2018 року.
У 2009–2010 роках компанія Ciena придбала підрозділ оптичних технологій Nortel і Carrier Ethernet приблизно за 770 мільйонів доларів. Підприємство Nortel Metro Ethernet Networks розробило обладнання оптичної передачі нового покоління та на той час мало понад 1000 клієнтів у 65 країнах. У компанії працювало приблизно 1400 співробітників у Канаді, у тому числі 1125 в Оттаві та 250 у Монреалі. У 2017 році 1600 співробітників Ciena Ottawa разом із співробітниками Catena були переведені до нового кампусу в Канаті, Онтаріо. Ці 1600 осіб, багато з яких працювали на Nortel, складають менше 30 відсотків робочої сили Ciena, але представляють найбільший операційний центр компанії та виконують половину її науково-дослідної роботи.
У 2015 році Ciena придбала Cyan, яка пропонує платформи та програмні системи для мережевих операторів, приблизно за 400 мільйонів доларів. Активи компанії систем управління мережами TeraXion Inc., розташованої у Квебеці, були придбані за 32 мільйони доларів у 2016 році. У 2016 році Ciena придбала Packet Design, компанію програмного забезпечення для управління продуктивністю мереж в Остіні, яка спеціалізується на оптимізації мереж, аналітиці маршрутів та топології. У 2018 році Ciena придбала компанію DonRiver, що займається програмним забезпеченням і послугами, за нерозголошену суму.

### Операції в Індії
Ciena відкрила кампус у Ґурґаоні, Індія, у 2006 році. Кампус зосереджений на дослідженнях та розробках і був розширений у 2018 році, щоб почати виробництво продукції для місцевих ринків. Станом на травень 2018 року у Індії працювало близько 1500 співробітників, що становило 20 відсотків робочої сили компанії.
Ciena та Sify співпрацювали в середині 2018 року, щоб збільшити пропускну здатність мережі компанії, що займається інформаційними та комунікаційними технологіями, зі 100G до 400G. Конвергентні пакетні оптичні продукти Ciena підтримують аналіз великих даних, хмарні обчислення та Інтернет речей у 40 центрах обробки даних Sify в Індії. У 2019 році Bharti Airtel використала обладнання Ciena для будівництва 130 000 км мережі фотонного керування, яка з’єднує понад 4000 місць Індії. Станом на середину 2019 року Ciena надає конвергентні пакетні оптичні послуги та послуги Ethernet компаніям Bharti Airtel, Jio та Vodafone Idea Limited, а також постачає обладнання уряду Індії.
Раджеш Намбіар був призначений головою та президентом Ciena India у середині 2019 року.

## Продукти
Ciena розробляє та продає обладнання, програмне забезпечення та послуги, головним чином для телекомунікаційної галузі та великих хмарних компаній. Її продукти та послуги підтримують передачу та керування голосовим трафіком і трафіком даних у мережах зв’язку. 

### Мережева інфраструктура
Мережеве обладнання Ciena включає оптичні мережеві комутатори та платформи маршрутизації для керування навантаженням даних у телекомунікаційних мережах. Компанія запустила модемну платформу WaveLogic 5 у 2019 році. Платформа забезпечує пропускну здатність мережі до 800G. Ciena також надає технології та обладнання для підводних кабельних мереж.

### Програмне забезпечення та аналітика
Програмна платформа компанії Blue Planet використовується телекомунікаційними компаніями для програмування комунікаційних мереж, у тому числі для автоматизації мереж. Вона включає в себе службу, яка використовує алгоритми машинного навчання, які аналізують аномалії в мережі, щоб передбачити проблеми та визначити дії, які оператори мережі повинні вжити, щоб запобігти збоям у мережі та подальшим негараздам.